# Кастелларе-ди-Казинка
Кастелларе-ди-Казинка (фр. Castellare-di-Casinca, корс. U Castellà di Casinca) — коммуна во Франции, находится в регионе Корсика. Департамент коммуны — Верхняя Корсика. Входит в состав кантона Казинка-Фумальто. Округ коммуны — Бастия.
Код INSEE коммуны — 2B077.

## Население
Население коммуны на 2008 год составляло 554 человека.
| 1962 | 1968 | 1975 | 1982 | 1990 | 1999 | 2008 |
| ---- | ---- | ---- | ---- | ---- | ---- | ---- |
| 391  | 404  | 615  | 360  | 389  | 498  | 554  |

## Экономика
В 2007 году среди 323 человек в трудоспособном возрасте (15—64 лет) 226 были экономически активными, 97 — неактивными (показатель активности — 70,0 %, в 1999 году было 62,5 %). Из 226 активных работали 204 человек (119 мужчин и 85 женщин), безработных было 22 (13 мужчин и 9 женщин). Среди 97 неактивных 21 человек был учеником или студентом, 34 — пенсионерами, 42 были неактивными по другим причинам.

## Фотогалерея

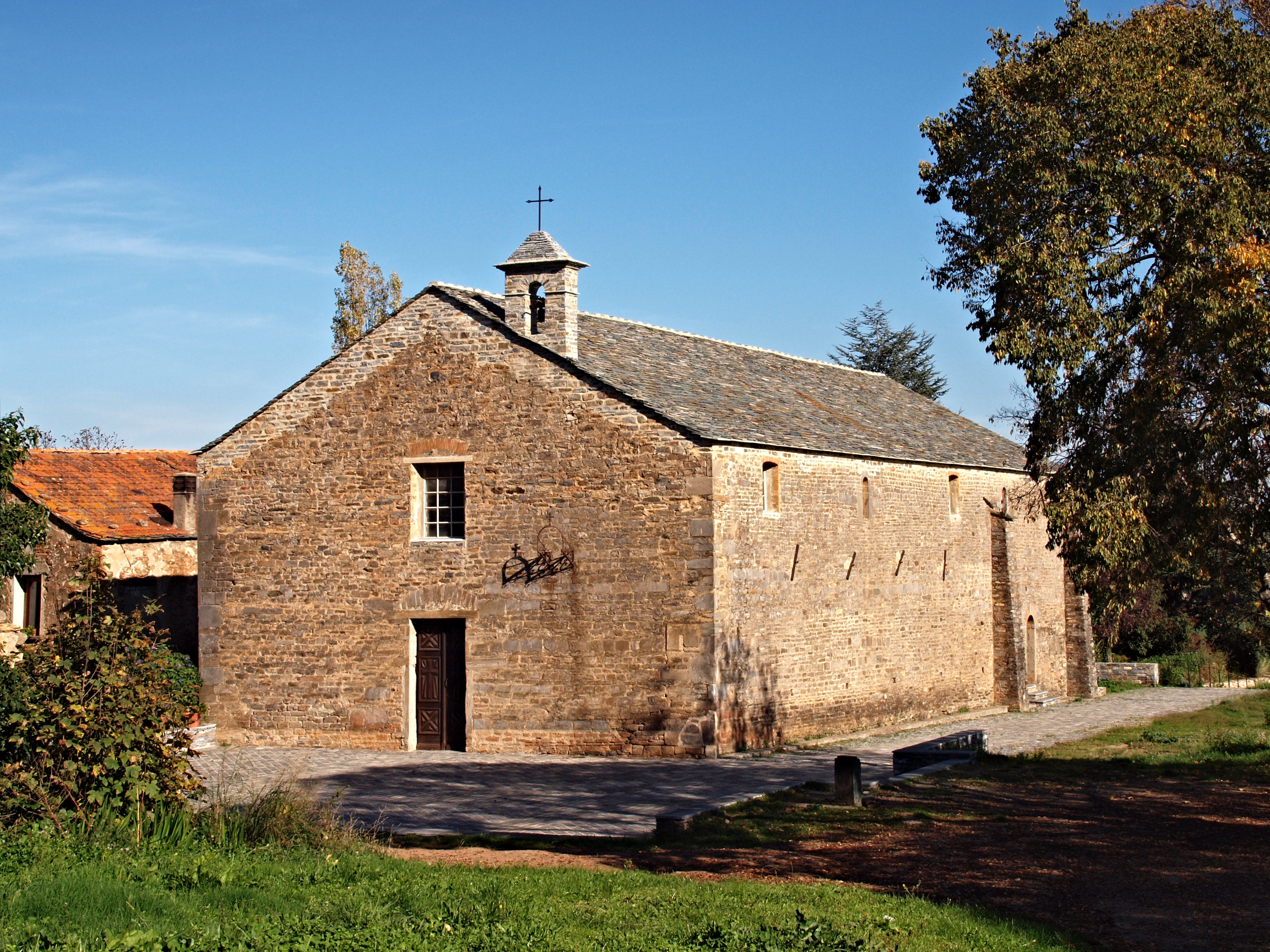
Церковь San Pancraziu
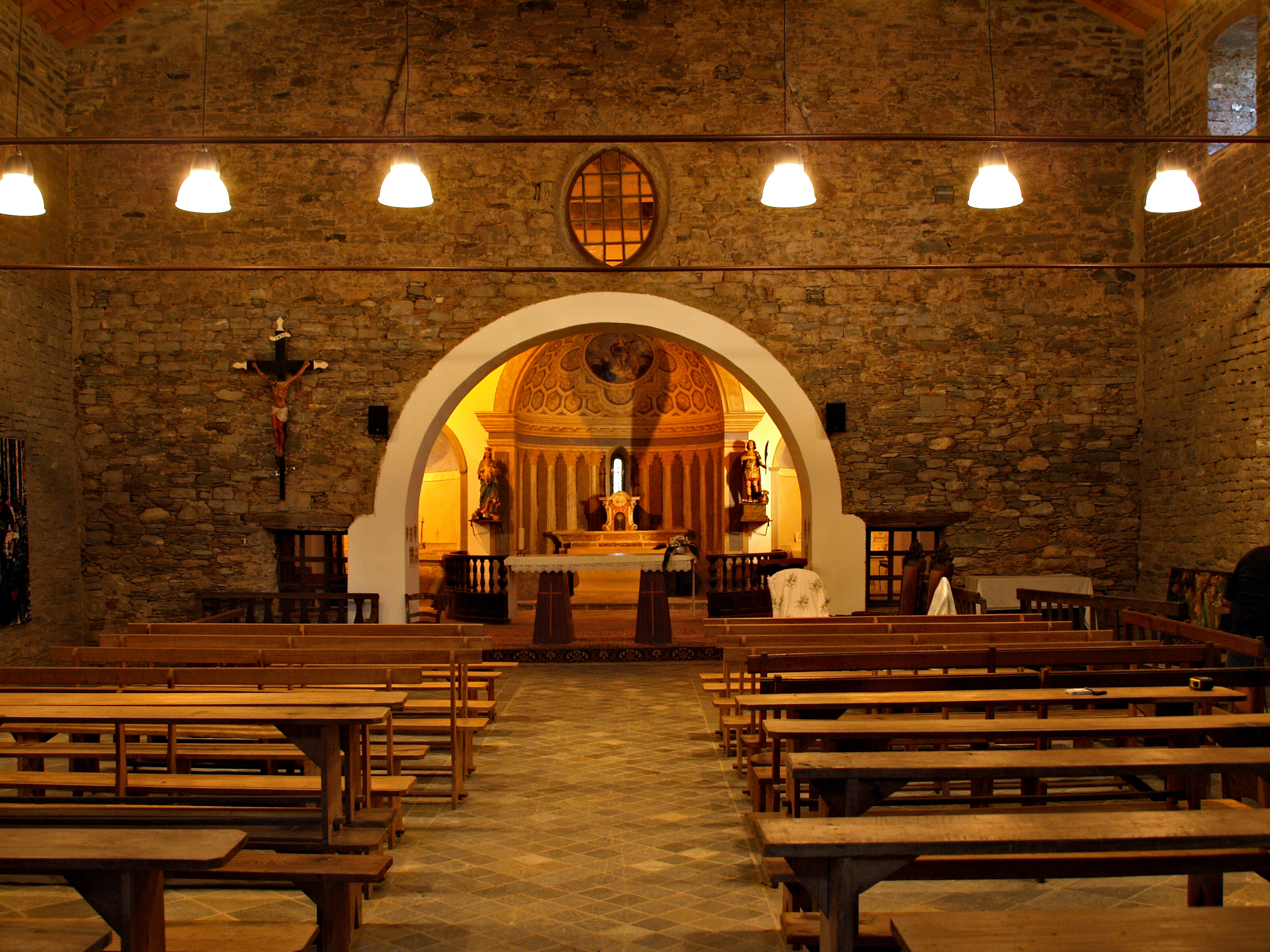
Внутри церкви San Pancraziu